# Dnipropetrovsk Challenger 2008
Il Dnipropetrovsk Challenger 2008, noto anche come PEOPLEnet Cup per motivi di sponsorizzazione, è stato un torneo di tennis facente parte della categoria ATP Challenger Series nell'ambito dell'ATP Challenger Series 2008. Il torneo si è giocato a Dnipropetrovs'k in Ucraina dal 10 al 16 novembre 2008 su campi in cemento indoor e aveva un montepremi di $125 000+H.

## Vincitori

### Singolare
Fabrice Santoro ha battuto in finale  Victor Hănescu con il punteggio di 6–2, 6–3

### Doppio
Guillermo Cañas /  Dmitrij Tursunov hanno battuto in finale  Łukasz Kubot /  Oliver Marach con il punteggio di 6–3, 7–6(5)